# مارك بامفورد (مخرج)
مارك بامفورد (بالإنجليزية: Mark Bamford) هو كاتب سيناريو ومخرج أمريكي، ولد في 1967 في لويفيل في الولايات المتحدة.

## وصلات خارجية
- مارك بامفورد على موقع IMDb (الإنجليزية)
- مارك بامفورد على موقع ألو سيني (الفرنسية)
- مارك بامفورد على موقع أول موفي (الإنجليزية)
- مارك بامفورد على موقع قاعدة بيانات الفيلم (الإنجليزية)
- مارك بامفورد على موقع كينوبويسك (الروسية)